# Canadian War Museum

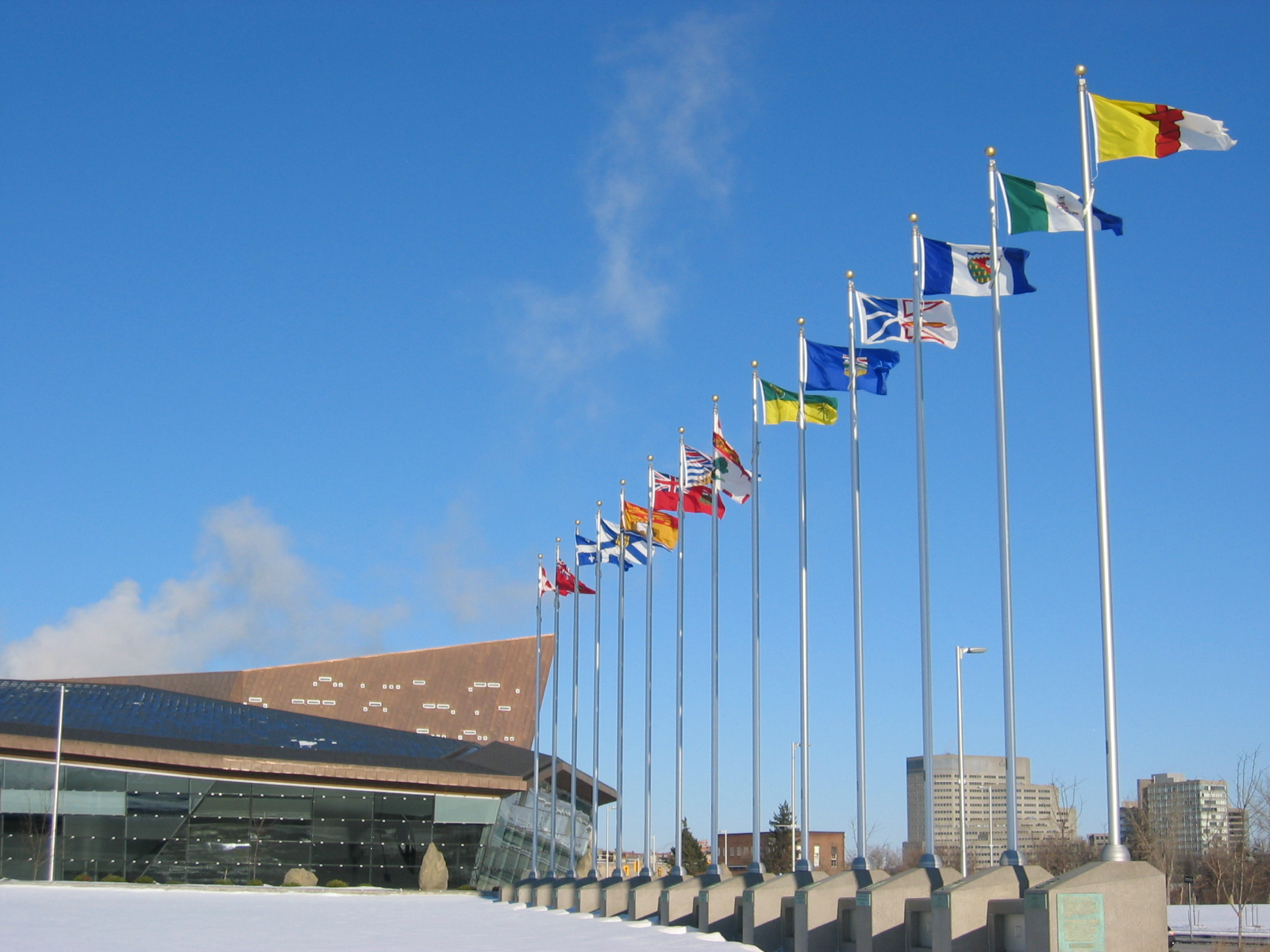
Canadian War Museum v Ottawě

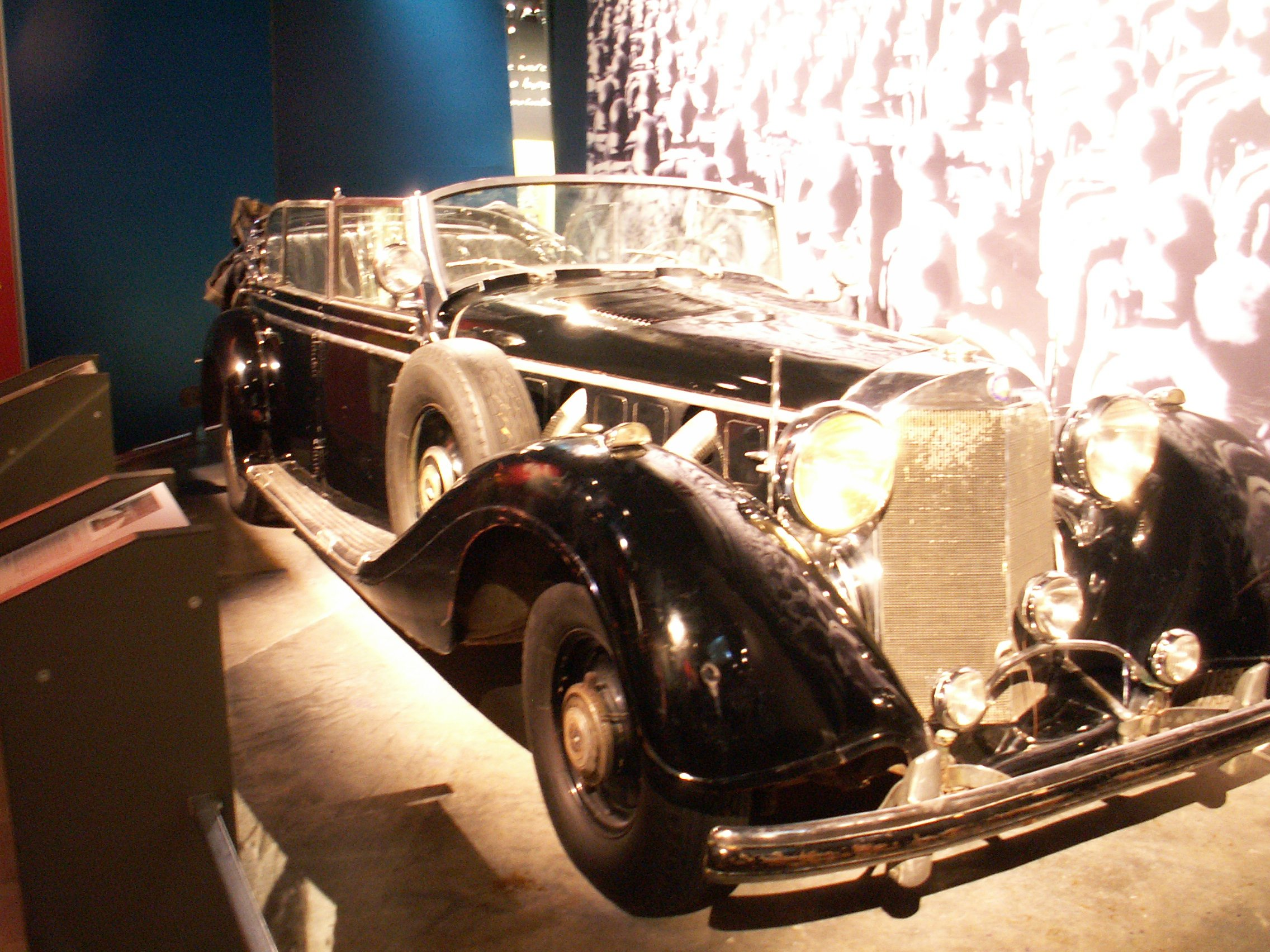
Hitlerův Mercedes

Canadian War Museum (francouzsky: Le Musée canadien de la guerre) sídlí v Ottawě ve státě Ontario.
Instituce vzdává hold kanadským veteránům a připomíná válečné konflikty, kterých se kanadští vojáci v historii zúčastnili. Museum je součástí National museums of Canada.
Canadian War Museum dokládá historii konfliktů od předkolumbovského období až po Válku v zálivu a kanadské mírové úsilí v operacích OSN. Vlastní rozsáhlou sbírku artefaktů a vojenské techniky. K nejznámějším exponátům patří zejména Hitlerova limuzína Mercedes Typ 770, tank T-72 Nationale Volksarmee NDR či 88mm kanón Flak.

## Historie
Muzeum bylo založeno v roce 1880 jako sbírka vojenských artefaktů v majetku kanadské federální vlády. Organizována byla důstojníky – příslušníky posádky pevnosti v Ottawě.
Muzeum bylo oficiálně založeno v roce 1942, ale až do roku 1967 nemělo svou vlastní budovu. Tehdy převzalo bývalou budovu archívu na Sussex Drive, mezi Královskou kanadskou mincovnou a budoucí Kanadskou Národní galerií. Tento komplex budov byl však brzy příliš malý a část exponátů musela být uložena v depozitářích skladiště Vimy House. Obě budovy byly pro veřejnost uzavřeny v roce 2004.
V devadesátých letech vláda rozhodla o přemístění expozic do nových prostor ve východní části Ottawy, blízko Canada Aviation Museum. Poloha tohoto plánovaného komplexu byla kritizována pro velkou vzdálenost od centra města a jeho hlavních pamětihodností.
Proto bylo vybráno nové „prominentní“ místo na břehu řeky Ottawa blízko Parliament Hill a ostatních národních institucí. Nové umístění dovoluje i pořádání ceremoniálních pochodů od muzea k Národnímu válečnému památníku.

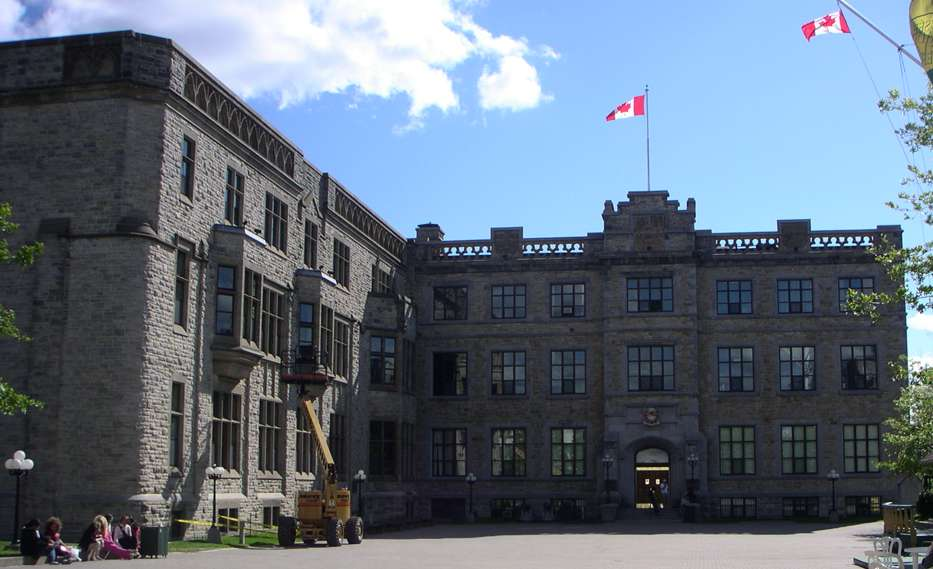
Bývalá budova Canadian War Museum na Sussex Drive v Ottawě

Nové expozice byly otevřeny s velkou slávou v květnu 2005. Většina expozic je umístěna v přízemních prostorách a prohlídka tvoří jediný okruh rozdělený tematicky do čtyř sekcí.

## Battleground
Tato část představuje nejstarší dějiny Kanady, od bojů mezi původními obyvateli, později od objevu Evropany a bojů proti domorodým obyvatelům až k bojům o nezávislost a britsko-americké válce.

## For Crown and Country
Sekce popisující období let 1885 až 1931, začíná Búrskými válkami v Jižní Africe a pokračuje první světovou válkou s částmi Západní fronta, Zákopová válka, Bitva u Vimy a Operace Passchendale, Drahé vítězství a Důsledky války.
V této sekci jsou promítány dva filmy, jeden je o Vimy, druhá o důsledcích války.

## Forged in Fire

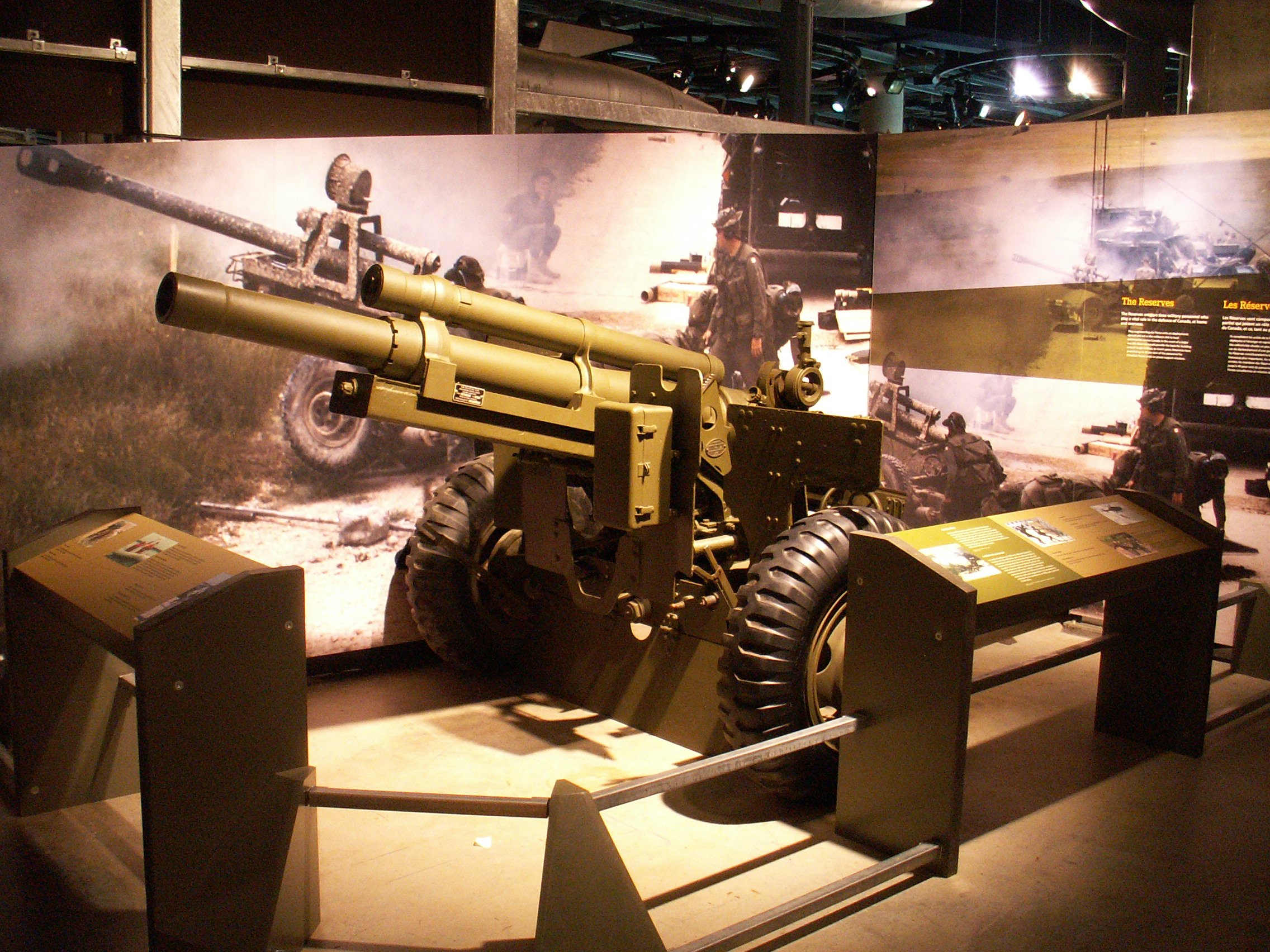
Houfnice M101 ráže 105 mm

Expozice let 1931 až 1945, začínající Nástupem diktátorů pokračující k druhé světové válce. Jsou zde zahrnuty počátky vlády Adolfa Hitlera, Mussoliniho, a generála Tódžó.
Při prohlídce získají návštěvníci informace o bojích v Atlantiku, Pacifiku, na domácí frontě, vylodění v Dieppe, letecké bitvě o Británii, italském tažení a invazi do Normandie.
Poslední dvě části jsou nazvány Osvobození a vítězství a návrat domů.
Uprostřed expozice „Normandie“ je velký průhled do LeBreton Gallery, umístěné v nižším patře.

## A Violent Peace
Sekce od roku 1945 se dělí na části Od světové války k válce studené, Korejská válka, NATO, NORAD, Operace OSN a Soumrak studené války. Během prohlídky jsou promítány krátké filmy dokumentující moderní mírové úsilí i válečné konflikty. Poslední část je věnována událostem 11. září 2001 a válce v Iráku i pádu Saddáma Husajna.
Část NATO zahrnuje i simulované válečné hry a návštěvníci mají možnost porovnat své schopnosti se současnými vojenskými požadavky.

### LeBreton Gallery
Galerie v nejnižší části představuje velké množství vojenské techniky:
- dvě varianty tanku Leopard 1
- tank Chieftain
- BVP-1
- Iltis ze sborů OSN, ve kterém byli zraněni kanadští vojáci
- M114
- několik variant tanku M4 Sherman
- tank M3 Lee
- vrak tanku Valentine, zničeného v Sovětském svazu během druhé světové války
- sovětský tank T-34
- německý tank Panzerkampfwagen II
- stíhač tanků Jagdpanzer IV
- velké množství druhů dělostřelecké výzbroje, zahrnující děla a houfnice z druhé bůrské války, první a druhé světové války a také zbraní námořnictva
- letoun CF-101 Voodoo

V muzeu se také nachází Military History Research Centre umožňující studium historie kanadské armády a její účasti ve všech misích do větší hloubky.

## Ředitelé muzea
Řediteli muzea byli:
- Victor Suthren 1986–1998
- Jack Granatstein 1998–2000
- Joe Geurts 2000
- Stephen Quick